# IV Legislatura de la Asamblea Nacional de Venezuela
La IV Legislatura de la Asamblea Nacional de Venezuela inició el 5 de enero de 2016, tras los resultados de las elecciones parlamentarias de Venezuela de 2015. La misma finalizó el 5 de enero de 2021, sin embargo el cuerpo legislativo alega continuidad administrativa a través de la Comisión Delegada, por desconocimiento de las elecciones parlamentarias de Venezuela de 2020 debido a acusaciones de fraude, ilegitimidad y falta de condiciones.En la actualidad,el alcance de su acción se considera intrascendente.
Esta legislatura tenía un canal en YouTube llamado Capitolio TV, fundada en 2016 en reemplazo a Asamblea Nacional Televisión para las sesiones de la asamblea nacional, y luego cesó sus emisiones en vivo el 5 de enero del 2021 y su cese on demand a finales del 2022.

## Historia

### Desincorporación de diputados de Amazonas
El 5 de enero de 2016 se inició el período constitucional del Poder Legislativo Nacional, con un total de 163 de 167 diputados totales electos en diciembre de 2015, debido a la suspensión de la elección del estado Amazonas por parte del Tribunal Supremo de Justicia venezolano (TSJ), afectando a cuatro diputados. El día 6 de enero de 2016, antes del inicio de la primera sesión ordinaria fueron juramentados por el presidente de la asamblea Henry Ramos Allup tres de los cuatro diputados cuyas elecciones fueron suspendidas por el TSJ, aduciendo que la decisión de este tribunal era inconstitucional. El restante diputado, quien pertenece al Partido Socialista Unido de Venezuela, decidió no juramentarse. Días después los diputados deciden desincorporarse para cesar con el supuesto "desacato", siendo aprobado por el Parlamento y notificándole al TSJ el 13 de enero la decisión, el cual no ha emitido un fallo para levantar la sentencia del desacato hasta la actualidad. Sin embargo si recibió el pedido por parte del TSJ en el exilio para reincorporar a los parlamentarios, siendo Romel Guzamana el interesado en asumir el curul, juramentándose el 17 de julio de 2018. El 11 de diciembre de 2018 es juramentada Nirma Guarulla como diputada ante la AN. El 19 de febrero de 2019 la AN reincorporó a las dos diputadas suplentes de MPV por Amazonas, quienes luego pasaron a las filas de UNT, el mismo caso ocurrió con el diputado faltante opositor Julio Ygarza.

### Sentencias 155 y 156
En enero de 2017, el Tribunal Supremo ratificó mediante sentencia el desacato que mantiene desde diciembre de 2015 la Asamblea Nacional (de mayoría opositora al gobierno de Maduro) frente al Poder Judicial y al orden constitucional, debido a la juramentación de tres diputados opositores que había sido prohibida por el Tribunal Supremo de Justicia (TSJ) el 30 de diciembre de 2015 y al incumplimiento de varias sentencias del Poder Judicial. En la misma sentencia, el TSJ ratificó la nulidad de las actuaciones de la Asamblea Nacional desde el 30 de diciembre de 2015.
El 28 de marzo de 2017, el TSJ, con la sentencia 155, anunció el retiro de la inmunidad de los diputados, lo que abrió la posibilidad de que estos pudieran ser enjuiciados incluso ante tribunales militares. El 29 de marzo, la sentencia 156 estableció que el TSJ garantizará que las competencias parlamentarias sean ejercidas por este mismo ente judicial o por el órgano que ella disponga, mientras persista la "situación de desacato" y de "invalidez" de las actuaciones de la Asamblea Nacional.
Al momento de darse las sentencias, la reacción de la Asamblea Nacional, así como de varios organismos de la región fue mayoritariamente negativa. Algunos calificaron dichas acciones como un "autogolpe de Estado" y que se estaba disolviendo a la AN, lo que suscitó protestas en Caracas y otras ciudades del país. Ante dichas acusaciones (y antes de la anulación de las sentencias), el TSJ afirmó que sus acciones no estaban disolviendo la Asamblea, sino que "estarían supliendo sus labores" hasta que esta hiciera los procedimientos necesarios para salir de su estado de desacato.

### Acuerdo contra la hipoteca de CITGO
Desde el 2015 el gobierno Venezolano tenía una crisis de liquidez debido a la baja producción y exportación de petróleo lo que llevó a entregar en varios acuerdos swap con toneladas de oro a diferentes entidades bancarias para cumplir con sus compromisos, aunque manejo bien hasta mediados de 2017 el pago de Bonos de la nación, la cancelación de los bonos PDVSA2017 por el orden de los US $ 7.100 millones de dólares presentaba una crisis para el país. Esta deuda llevó a buscar la renegación de parte de los bonos durante agosto de 2016 mediante una convocatoria, logrando refinanciar US $ 3.367 millones para pagarse en cuatro cuotas iguales anuales con intereses al 8.5% semestral. Los bonistas acordaron solicitar una garantía ante las dudas de los papeles negociados, para lo que el gobierno respondió con la garantía del 50.1% de CITGO. 
Durante la sesión de la AN del 27 de septiembre de 2016 se acordó con la aprobación de la bancada opositora el cuestionamiento de dar en garantía las acciones de la empresa Citgo para renegociar los bono PDVSA2017. El gobierno de Nicolás Maduro tenía anulada las funciones de la Asamblea Nacional a través de una sentencia dada por el TSJ en enero de ese año, sin embargo la Asamblea Nacional continuó sesionando, y en octubre el gobierno anunció el canje por los bonos PDVSA2020 con la garantía de CITGO.

### Asedio a la Asamblea Nacional
A tempranas horas del día 5 de julio de 2017, una comitiva del gobierno, encabezada por el vicepresidente Tareck El Aissami, acompañada por un centenar de civiles partidarios del gobierno, entró de forma normal a la sede de la Asamblea Nacional y se dirigió al llamado Salón Elíptico, donde se guarda el acta original de la declaración de la Independencia de Venezuela, ya que es tradición que el 5 de julio (aniversario de esa declaración) el Ejecutivo Nacional, específicamente el presidente de la República, abra el arca que contiene el libro donde está esa acta. En esta oportunidad el presidente fue representado por Tareck El Aissami.
Concluido el acto protocolar la comitiva se retiró. Pero unas tres horas después, mientras los representantes del Ejecutivo, entre ellos el presidente Nicolás Maduro, se encontraban en el Paseo Los Próceres, en Caracas, en el tradicional desfile por la celebración de la Independencia, un grupo de personas, aparentemente instigados y liderados por Oswaldo Rivero, uno de los conductores del programa de la televisión oficial Zurda Konducta, y el periodista Luis Hugas, también oficialista, entran al patio de la Asamblea Nacional con la venia del destacamento de la Guardia Nacional Bolivariana que allí se encuentra y es la encargada de la seguridad del edificio y de los que allí laboran. Voceros de la oposición política al gobierno —que son mayoría en el Parlamento venezolano— dicen que los que ingresaron a la sede de la Asamblea son paramilitares que se autodenominan «colectivos», quienes irrumpieron con la complicidad de la Guardia Nacional, y llevaban cohetones, armas de fuego y objetos contundentes, con los que comenzaron a golpear a los diputados y robar a periodistas que allí estaban cubriendo los actos por los 206 años de la Independencia de Venezuela.
Los hechos ocasionaron varios heridos, entre ellos seis diputados (Américo De Grazia, Armando Armas, Juan Guaidó, Luis Padilla, Nora Bracho y José Regnault). También resultaron heridos nueve empleados de la Asamblea, varios periodistas y un adepto al gobierno, herida producto del estallido de un cohetón que la víctima portaba.
La trifulca o asalto se produjo cuando los diputados se disponían a aprobar la convocatoria a un referéndum para el 16 de julio de 2017, en el cual preguntarán a los venezolanos si están de acuerdo con la Asamblea Nacional Constituyente convocada por el presidente Nicolás Maduro, y cuyos comicios están convocados para el 30 de julio de 2017.

### Juntas administrativasad hoc
Durante el año 2019 la Asamblea Nacional creó seis juntas administrativas ad hoc para la atención principal de los bienes en el exterior
- Pdvsa ad hoc, creada en febrero de 2019. Administradora de Citgo, presidida por el ingeniero Horacio Medina.(actual)
- Pequiven ad hoc, creada en marzo de 2019. Administradora de Monómeros Colombo Venezolanos S.A., presidida por la abogada Diana Bracho Bertomeu. (activo hasta sep de 2022)[19]
- Banco Central de Venezuela ad hoc, creada en julio de 2019. Administradora de las reservas de oro en Inglaterra, presidida por el banquero Manuel Rodríguez Armesto (2020-actual)
- Corporación Venezolana de Guayana ad hoc, creada en agosto de 2019. Administradora de CVG Europa, principalmente para la protección de recursos depositados en la banca, presidida por Enrique Castells (falleció en febrero de 2022)
- Corporación Venezolana de Petróleo ad hoc, creada en octubre de 2019. Administrar y nombrar directivos de: Pdvsa Caribe S.A.; Pdvsa Argentina S.A. (que incluye Pdvsa América, PDV Sur, PDV Andina y Deltaven S.A.); Propernyn BV y PDV Europa BV constituidas en Holanda; AB Nynas Petroleum ubicada en el Reino de Suecia; y Pdvsa Isla Curazao BV en Curazao, presidida por Juan Andrés Chacín Sucre.
- Banco de Desarrollo Económico y Social (Bandes) ad hoc, creada en octubre de 2019, presidida por Humberto Cuffaro. Su finalidad fue recuperar o lograr medidas de protección para Bandes Uruguay y Banco Prodem S.A. en Bolivia, filiales del Bandes en el exterior, proteger las cuentas congelados en el Novo Banco de Portugal.

### Elección de directiva de 2020
El 17 de diciembre de 2019 fue modificado el reglamento interno de debate, lo cual faculta el voto electrónico para que los diputados que se encuentran en el extranjero, puedan ejercer su voto vía internet, esto debido a la cantidad de legisladores opositores que se autoexiliaron por amenazas judiciales. El 20 de diciembre el TSJ designada por Nicolás Maduro anuló la reforma parcial del Reglamento de Interior y Debates de la Asamblea Nacional aprobada en diciembre por la AN, que tiene la intención de permitir el voto por Internet de diputados que están exiliados (perseguidos por el gobierno), declarando que la decisión va de la mano con la “compra de las conciencias de algunos diputados que han traicionado a sus electores". Sin embargo se efectuó la votación vía internet.
Para enero de 2020 en medio de irregularidades se escogen dos directivas, una presidida por el reelecto Juan Guaidó y sus vicepresidentes Juan Pablo Guanipa y Carlos Berrizbeitia en la sede del diario El Nacional escogida por 100 votos nominales, tras dificultades para sesionar desde el Hemiciclo, y una no reconocida por la mayoría opositora ni la comunidad internacional, votada por el chavismo y opositores disidentes presidida por Luis Parra, y sus vicepresidentes Franklyn Duarte y José Gregorio Noriega, en la sede del parlamento donde no hubo votación visible ni acompañamiento de los medios de comunicación privados e internacionales, esto llevó a una crisis parlamentaria que continúa actualmente.

### Continuidad de la legislatura

#### 2021
El 11 de noviembre de 2020 la exmagistrada Cecilia Sosa apoyó a la continuidad de la Asamblea Nacional después del 5 de enero de 2021 sostenida en los artículos 333 y 350 de la Constitución.

“El Bloque Constitucional ha considerado exhortar a la AN para que preserve la legitimidad de la AN y del presidente (E), ante la fraudulenta elección el 6 de diciembre de 277 personas que no serán diputados.” “Consolidar la Asamblea Nacional lo que nos va a permitir es fortalecer el liderazgo interno y mostrarle al mundo que estamos unificados en un solo objetivo y una misma línea de acción: el cese de la usurpación”
Cecilia Sosa

En sesión extraordinaria de la Asamblea Nacional convocada por la Comisión Delegada el 18 de diciembre de 2020  aprobó el proyecto de la reforma la Ley del Estatuto que rige la Transición a la democracia para dar continuidad a la presente legislatura hasta el 5 de enero de 2022 y el día 26 de diciembre fue aprobada la reforma, cuyo objetivo fundamental es promover las elecciones parlamentarias y presidenciales, esto sería el sexto año legislativo.
La comisión Delegada estaría conformada por la presidencia, la secretaría  permanente y 15 representantes de las diferentes delegaciones. El 4 de enero de 2021 fue ratificado ´por consenso la actual presidencia siendo Juan Guaidó (Presidente) Juan Pablo Guanipa (primera vicepresidencia) y Carlos Berrizbeitia (segunda vicepresidencia) El 18 de enero, el Gobierno español dirigido por Pedro Sánchez durante la inauguración de la VI Conferencia de Embajadores españoles no reconoció las elecciones de diciembre de 2020 en Venezuela.
En un comunicado del Grupo de Lima conformado por doce países, los Estados Unidos reconocieron la continuidad de Juan Guaidó y la Asamblea nacional. El 19 de enero el  Secretario de Estado norteamericano Antony Blinken nombrado por Joe Biden informó que seguirá reconociendo a Juan Guaidó como presidente interino y apoyando a la Asamblea Nacional de 2015 como la única institución democrática legítima
El 30 de diciembre la Corte Suprema de Venezuela que la medida de la Asamblea Nacional controlada por la oposición para extender su mandato un año más no era válida. La sentencia declaró que cualquier acción tomada por los legisladores“con el propósito de perpetuar, extender o continuar su condición de legisladores de la Asamblea Nacional” era “carente de validez y efecto judicial”.
El 4 de enero de 2021, el Departamento del Tesoro de Estados Unidos emitió una nueva licencia que permite ciertas transacciones con Juan Guaidó a pesar de las sanciones de Estados Unidos al país. La licencia también permite ciertas transacciones con la Asamblea Nacional de Venezuela y algunas otras, reconociendo la extensión de un año del mandato de la Asamblea Nacional controlada por la oposición.
El 6 de enero la Unión Europea deslegitima la V Legislatura de la Asamblea Nacional de Venezuela y exhorta por retomar las negociaciones políticas evitando informar para ese momento sobre el estatus de Juan Guaidó
El 21 de enero, la Unión Europea dejó oficialmente de reconocer a Juan Guaidó como presidente interino y pasó a considerarlo como  un "interlocutor privilegiado", al desconocer también la continuidad de la IV legislatura  de la Asamblea Nacional. Esto a pesar de una petición vinculante del parlamento europeo para continuar su postura referente a la figura de presidencia interina. El Parlamento Europeo aprobó una resolución con 391 votos a favor y 114 en contra para reconocer la continuidad de la Asamblea, la resolución indica como única solución la de efectuar:
 “elecciones presidenciales, parlamentarias, regionales y locales que sean creíbles, inclusivas, libres, justas y transparentes”.
El 18 de enero Gobierno español dirigido por Pedro Sánchez durante la inauguración de la VI Conferencia de Embajadores españoles no reconoció las elecciones de diciembre de 2020 en Venezuela. El 9 de febrero Namita Biggins la vocera del Departamento de Estado reiteró que Estados Unidos reconoce a Juan Guaidó como presidente interino de Venezuela, además de apoyar la Asamblea Nacional surgida de las elecciones parlamentarias de 2015
El 26 de octubre la asamblea debatió diferentes temas, primero el informe de la comisión especial nombrada por la Asamblea Nacional para la empresa Monómeros Colombo Venezolanos S.A. que inició el 12 de octubre del presente una investigación que finalizó el 25 de octubre advirtiendo la existencia de "indicios para ser controlada por el grupo empresarial Nitron Group". “Ha habido una serie de acciones diseñadas y ejecutadas para conducir la compañía a una situación de inviabilidad financiera” es lo que expresa el informe preliminar de 52 páginas de la comisión, entre ellas se recomienda que la Asamblea Nacional inicie un proceso de responsabilidad política “a los ciudadanos vinculados con el partido Voluntad Popular, Carmen Elisa Hernández, y Jorge Pacheco, por los señalamientos con respecto de su participación en el intento de toma hostil de la empresa Monómeros, también recomienda un informe que sea realizado por una auditoria financiera externa, por parte de una empresa auditora internacional de renombre, y un acercamiento que permita fortalecer los lazos con la dirigencia sindical de la empresa a fin de mantenerlos al tanto de cada uno de los procesos para la preservación de la operatividad y patrimonio de Monómeros.
Se dieron fuertes críticas al informe por parte del diputado José Luis Pirela, de la Fracción 16J, respecto al contrato por 15 años de Lion Street.
El repudio a la violación de la autonomía universitaria ante la visita nocturna sin programa al Campus universitario y la designación de Tibisay Lucena, como ministra de Educación, el rechazo a la aprobación del proyecto de ley de las ciudades comunales y la pretensión del régimen de Nicolás Maduro de profundizar la delicada situación ambiental con la construcción de una ciudad comunal en el parque nacional El Ávila, y otro tema fue dedicado al alza de precios del gasoil sin un programa previsto.

#### 2022
El 27 de diciembre de 2021 Juan Guaidó es ratificado como presidente de la Asamblea Nacional por todos los partidos políticos como el líder de la oposición a excepción del partido Vente Venezuela desde el 5 de enero de 2022 hasta el 4 de enero de 2023. Mientras Nicolás Maduro rechazó la ratificación a través de un programa de televisión.

#### 2023
Para esta oportunidad La Asamblea propuso terminar con la presidencia interina y que sea aprobada la continuidad de la asamblea, el 22 de diciembre de 2022 en una primera discusión se aprobó reformar la ley del estatuto de transición que propone suprimir al gobierno interino de Juan Guaidó y continuar con la Asamblea 2015, la Asamblea Nacional será la encargada de administrar los bienes de la república en el exterior por intermedio de una comisión, mantener la directiva ad hoc del BCV y la directiva ad ho de CITGO. Analistas políticos como Asdrúbal Aguiar  critican de imponerse un gobierno interino parlamentario que contraviene con la Constitución. La Asamblea tiene vencida su vigencia legal desde 2020 no se ha elegido y tampoco ha cumplido su rol como parlamento. El 30 de diciembre fue aprobada con 72 votos a favor en segunda discusión de la Asamblea Nacional la reforma de la ley de estatuto que elimina el gobierno interino. Guaidó propuso renunciar al cargo de presidente, con la posibilidad de escoger un nuevo presidente, la propuesta no hizo cambiar la decisión. La reforma de la ley regirá a partir del 5 de enero de 2023.
El 5 de enero de 2023  entra en vigencia la "Reforma del estatuto que rige la Transición a la Democracia para restablecer  la vigencia de la Constitución de la república Bolivariana de Venezuela", que establece la eliminación del gobierno interino presidida por Juan Guaidó quien  sigue perteneciendo a la Asamblea Nacional como diputado. La Asamblea Nacional elige como presidente a Dinorah Figuera de Primero Justicia residenciada en Valencia, España, acompañada por Marianela Fernández, de Un Nuevo Tiempo (UNT), y Auristela Vásquez, de Acción Democrática (AD). Ambas también permanecen en el exilio, la primera en Estados Unidos y la segunda, en Madrid, El 19 de enero la Asamblea Nacional 2015 nombró los miembros del comité de administración y protección de activos del país en el exterior en el exterior. Fueron escogidos Gustavo Marcano de Primero Justicia quién fue designado como coordinador del comité y estará acompañado de Carlos Millán, René Uzcátegui, Yon Goicoechea y Fernando Blasi. La Asamblea nombró a Blasi como representante de la Asamblea en Estados Unidos y a Miguel Pizarro en relaciones internacionales y representante ante la ONU. fue ratificado Manuel Rodríguez en la junta ad hoc del Banco Central de Venezuela y se nombraron a  los directores Giacoma Cuius, Nelson Lugo, Gabriel Gallo aun no se ha determinado quien será el quinto director.
El 17 de marzo el Tribunal Supremo de Justicia de Venezuela en el exilio declaró la nulidad de la reforma al Estatuto de Transición aprobado por la IV Legislatura de la Asamblea Nacional de Venezuela el pasado mes de enero de 2023, dejando sin efecto todas las acciones y nombramientos que ésta decidió. El fallo establece un plazo de 30 días a ese Parlamento y a su nueva junta directiva para que cumplan con “el restablecimiento de la efectiva vigencia de la Constitución de Venezuela” El 29 de marzo de 2023 la Asamblea Nacional 2015 rechazó el anuncio del embajador de Colombia en Venezuela, Armando Benedetti, sobre una eventual compra Monómeros Colombo Venezolanos S.A., durante la sesión online. El 23 de marzo, Benedetti informó que la petrolera colombiana Ecopetrol adquiriría la empresa Monómeros, en la que Venezuela mantiene mayoría accionaria, por unos 300 millones de dólares. También dijo que se contemplaba una adquisición por un porcentaje inferior de 51% o 52%. Sin embargo, la información fue desmentida por Ecopetrol. La Comisión de Finanzas solicitó autorizar 4 millones de dólares que serán destinados para gastos legales y litigios de la república para la protección de activos en el exterior. Rafael Veloz, diputado a la AN por Voluntad Popular (VP), rechazó el discurso gubernamental de acusar al diputado Juan Guaidó y a otros dirigentes de la Plataforma Unitaria de presuntos ilícitos.
La Asamblea aprobó su presupuesto anual 2023 el 5 de abril, para su funcionamiento aproximado a 49.38 millones de dólares, que fue disgregado en tres importantes partidas: 1.- Defensa de la democracia (35.233.861 dólares); 2.- Asamblea Nacional (7.144.055 dólares); 3.-Consejo de Administración del Gasto y Protección de Activos (7.009.950 dólares). El 5 de mayo de 2023 la Asamblea recuperó el manejo de las cuentas bancarias de Venezuela con aproximadamente 347 millones de dólares que estaban congelados en bancos de Estados Unidos, la presidenta Dinorah Figuera. El permiso fue otorgado por el Departamento de Estado de EE. UU.
En junio se informó que la filial PDVSA Holding manejada por la AN recuperó las acciones que se encontraban en poder de la rusa Rosneft por un prétamo de 1500 millones de dólares para la cual entregaron el 49.9 % de las acciones de Citgo en garantía durante 2016 por el gobierno de Nicolás Maduro, fueron recuperadas después de esfuerzos legales que venían haciendo desde el año 2020.
El 8 de agosto La Asamblea Nacional 2015 (único poder reconocido por el gobierno de Estados Unidos) aprobó un proyecto de ley, para extender hasta el 31 de diciembre de 2028 el plazo de prescripción de los bonos emitidos por Venezuela y la empresa estatal Petróleos de Venezuela (Pdvsa), a pocos meses de que perdieran vigencia. El monto de las obligaciones de Pdvsa y la República con los bonistas supera los 60.000 millones de dólares y el gobierno de Nicolás Maduro dejó de pagarlos a finales de 2017, por lo que el período de prescripción de seis años estaba por expirar. En mayo el Parlamento opositor recibió una licencia del Departamento del Tesoro estadounidense que le permite llevar a cabo acuerdos de conciliación de deuda del gobierno o Pdvsa y designar a personas o entidades para liderar esas negociaciones

#### 2024
Asamblea Nacional 2015 en el exterior ratifica la continuidad de la directiva integrada por la presidenta Dinorah Figuera (Primero Justicia), así como a Marianela Fernández (Un Nuevo Tiempo) y Auristela Vásquez (AD) como primera y segunda vicepresidenta, respectivamente. La reforma del Estatuto de la Transición se señala la importancia de que la AN de 2015 «siga funcionando hasta que se convoquen unas elecciones libres y transparentes».

## Distribución de los escaños
La composición inicial de la Asamblea Nacional se dividió en dos coaliciones: la mayoritaria conformada por la bancada «opositora» integrada por diputados de la Mesa de la Unidad Democrática (MUD) con 109 escaños y otros 3 escaños adicionales de la representación indígena con un total de 112 escaños, obteniendo de esta manera la mayoría calificada del parlamento. Por otro lado la minoritaria, compuesta por la bancada «oficialista» que apoya al presidente de la República Nicolás Maduro y a la autodenominada Revolución Bolivariana, con 55 diputados.
Varias semanas luego de la elección de esta asamblea, el TSJ decide suspender la elección en el estado Amazonas, aduciendo irregularidades. De esta forma, la MUD pierde tres diputados (que luego serían juramentados el 6 de enero) y la bancada oficialista pierde un diputado (que no sería juramentado el 6 de enero), para que posteriormente se volvieran a desincorporar, y tiempo después volverse a incorporar uno de los diputados a pedido del mismo, Romel Guzamana. El 11 de diciembre de 2018 se reincorporó Nirma Guarulla. El 19 de febrero de 2019 la AN reincorporó a las diputas suplentes de amazonas, a su propia petición, e igualmente el diputado Julio Ygarza.
A partir del 5 de enero de 2021, tras el acuerdo de continuidad constitución-administrativa varios diputados dejaron sus curules por temor a represalias o desacuerdos, y otros por apoyo a las elecciones del 6 de diciembre de 2020 que el Parlamento desconoció. Por ese motivo la IV legislatura continúa a través de la Comisión Delegada con alrededor de más de 20 diputados.

## Bancadas
- Unidad

- Concertación por Venezuela

- Alianza Democrática

- Fracción 16 de julio

- Sin coalición

- Alianza Venezuela Unida

- Alternativa Popular Revolucionaria y Chavismo disidente

- Gran Polo Patriótico Simón Bolívar

Vacantes: 5
Oposición:
Oficialismo:

El siguiente cuadro muestra la composición de la Asamblea Nacional con las modificaciones realizadas por el retiro de diputados, fallecimiento y cambio de afiliación política o partido político, para el período constitucional legislativo 2016-2021. Sin embargo luego del comienzo de la continudad Administrativa acordada por la directiva de Juan Guaidó a finales del año 2020 (y constitucionalmente el fin de la IV Legislatura) solo algunos diputados siguen en funciones con un número estimado mayor a 20 legisladores a través de la Comisión Delegada. La coalición Mesa de la Unidad Democrática se disolvió en el año 2018 y su organización sucesora pasó llamarse Frente Amplio Venezuela Libre.
| Partido político                                                                             | Siglas             | Carácter           | Diputados principales (o encargados) | Diputados suplentes |
| -------------------------------------------------------------------------------------------- | ------------------ | ------------------ | ------------------------------------ | ------------------- |
| Acción Democrática                                                                           | AD                 | Nacional           | 23                                   | 15                  |
| Primero Justicia                                                                             | PJ                 | Nacional           | 20                                   | 18                  |
| Un Nuevo Tiempo                                                                              | UNT                | Nacional           | 17                                   | 14                  |
| Voluntad Popular                                                                             | VP                 | Nacional           | 17                                   | 14                  |
| Avanzada Progresista (sector)                                                                | AP                 | Nacional           | 0                                    | 1                   |
| Fuerza Liberal                                                                               | FL                 | Nacional           | 0                                    | 1                   |
| Nueva Visión para mi País                                                                    | NUVIPA             | Nacional           | 0                                    | 1                   |
| Partido Cristiano Nosotros Organizados Elegimos                                              | UNIDAD NOE         | Nacional           | 0                                    | 1                   |
| Movimiento Alternativo Buscando Soluciones                                                   | MABS               | Regional           | 0                                    | 1                   |
| Independientes                                                                               | Ind. (MUD)         | -                  | 2                                    | 2                   |
| Frente Amplio Venezuela Libre (opositor)                                                     | UNIDAD             | UNIDAD             | 79                                   | 69                  |
| Primero Venezuela                                                                            | PV                 | Nacional           | 12                                   | 1                   |
| Voluntad Popular Ad hoc                                                                      | VP AD-HOC          | Nacional           | 4                                    | 0                   |
| Venezuela Unida                                                                              | VU                 | Nacional           | 1                                    | 0                   |
| Unidad Visión Venezuela                                                                      | UVV                | Nacional           | 0                                    | 1                   |
| Alianza Venezuela Unida (Oposición disidente)                                                | AVU                | AVU                | 17                                   | 2                   |
| Encuentro Ciudadano (en alianza con MPV)                                                     | EC                 | Nacional           | 2                                    | 1                   |
| Proyecto Venezuela                                                                           | PROVE              | Nacional           | 2                                    | 0                   |
| Movimiento Progresista de Venezuela (en alianza con EC)                                      | MPV                | Nacional           | 1                                    | 0                   |
| Cuentas Claras                                                                               | CC                 | Nacional           | 0                                    | 1                   |
| Concertación por Venezuela (opositor)                                                        | CxV                | CxV                | 5                                    | 2                   |
| Vente Venezuela                                                                              | VV                 | Nacional           | 1                                    | 3                   |
| Alianza Bravo Pueblo                                                                         | ABP                | Nacional           | 1                                    | 3                   |
| Convergencia                                                                                 | Conv.              | Nacional           | 1                                    | 0                   |
| Independiente                                                                                | Ind. (SV)          | -                  | 1                                    | 0                   |
| Soy Venezuela (opositor)                                                                     | SV / Fracción 16-J | SV / Fracción 16-J | 4                                    | 5                   |
| Cambiemos Movimiento Ciudadano                                                               | CMC                | Nacional           | 2                                    | 1                   |
| Copei ad hoc                                                                                 | Copei ad hoc       | Nacional           | 1                                    | 0                   |
| Acción Democrática ad hoc                                                                    | AD                 | Nacional           | 1                                    | 1                   |
| Soluciones para Venezuela                                                                    | SPV                | Nacional           | 0                                    | 1                   |
| Independiente                                                                                | Ind.               | -                  | 0                                    | 1                   |
| Alianza Democrática (opositor)                                                               | Alianza-Dem        | Alianza-Dem        | 4                                    | 4                   |
| La Causa Radical                                                                             | LCR                | Nacional           | 2                                    | 2                   |
| Sin coalición: La Causa Radical (opositor)                                                   | LCR                | LCR                | 3                                    | 1                   |
| Partido Socialista Unido de Venezuela                                                        | PSUV               | Nacional           | 43                                   | 18                  |
| Tendencias Unificadas Para Alcanzar el Movimiento de Acción Revolucionaria Organizada ad hoc | TUPAMARO           | Nacional           | 1                                    | 1                   |
| Vanguardia Bicentenaria Republicana                                                          | VBR                | Nacional           | 0                                    | 1                   |
| Patria Para Todos                                                                            | PPT                | Nacional           | 0                                    | 3                   |
| Unidad Popular Venezolana                                                                    | UPV                | Nacional           | 0                                    | 1                   |
| Gran Polo Patriótico Simón Bolívar (oficialista)                                             | GPP                | GPP                | 44                                   | 21                  |
| Tendencias Unificadas Para Alcanzar el Movimiento de Acción Revolucionaria Organizada        | TUPAMARO           | Nacional           | 3                                    | 0                   |
| Partido Comunista de Venezuela                                                               | PCV                | Nacional           | 2                                    | 4                   |
| Frente Bolivariano Alternativo                                                               | FBA                | Nacional           | 1                                    | 0                   |
| Redes de Respuesta de Cambios Comunitarios                                                   | REDES              | Nacional           | 0                                    | 3                   |
| Alternativa Popular Revolucionaria y Chavismo disidente                                      | APR                | APR                | 6                                    | 7                   |
| Desincoporados                                                                               | Desincoporados     | Desincoporados     | 1                                    | 1                   |
| Sin representantes                                                                           | Sin representantes | Sin representantes | 4                                    | 57                  |
| TOTAL                                                                                        | TOTAL              | TOTAL              | 167                                  | 167                 |

## Diputados por partido
Nota:
- La continuidad Administrativa decretada por la IV Legislatura de la mano de la directiva de Juan Guaidó empezó a funcionar a través de la comisión delegada el 5 de enero de 2021, con alrededor de más de 20 diputados, y que llevó a dejar el cargo a un número sin determinar de diputados de la mayoría opositora que se retiraron por temor a persecuciones, y la separación inmediata de los diputados oficialistas y opositores disidentes que apoyaron las elecciones de la V Legislatura el 6 de diciembre de 2020.

- (E) = Diputado suplente en calidad de encargado.

### Oposición
| N.º | Diputado principal (o encargado) | Entidad Federal                         | Coalición    | Partido político | Observaciones | Diputado suplente        | Partido político  |
| --- | -------------------------------- | --------------------------------------- | ------------ | ---------------- | --- | ------------------------ | ----------------- |
| 1   | Nirma Guarulla                   | Amazonas                                | UNIDAD       | UNT              | Diputados desincorporados en un principio por solicitud propia ante la exigencia del TSJ. El 11 de diciembre de 2018 la diputada principal N. Guarulla es reincorporada. El 19 de febrero de 2019 es juramentada la diputada suplente M. Baloa; sin embargo, pasó a la clandestinidad por amenazas judiciales. Ambas diputadas abandonaron el partido MVP y se unieron a UNT. | Mauligmer Baloa          | UNT               |
| 2   | Julio Haron Ygarza               | Amazonas                                | UNIDAD       | UNT              | Diputados desincorporados en un principio por solicitud propia ante la exigencia del TSJ. La diputada suplente R. Petit es reincorporada el 19 de febrero de 2019; sin embargo, pasó a la clandestinidad por amenazas judiciales. Ambas diputados abandonaron el partido MVP y se unieron a UNT. El diputado principal Julio Ygarza también se incorporó. | Rosa Petit               | UNT               |
| 3   | Luis Carlos Padilla              | Anzoátegui                              | UNIDAD       | AD               | | Eudoro González          | PJ                |
| 4   | Héctor Cordero (E)               | Anzoátegui                              | UNIDAD       | AD               | El diputado principal Antonio Barreto Sira fue elegido gobernador del estado Anzoátegui. El diputado suplente, ahora encargado H. Cordero, fue postulado y electo por el partido UNT. | Vacante                  |                   |
| 5   | José Brito                       | Anzoátegui                              | AVU          | PV               | El diputado principal J. Brito fue suspendido de sus responsabilidades en el AN por ser señalado en una trama de corrupción, conocida como Operación Alacrán, y expulsado de su partido Primero Justicia. El diputado suplente M. Quiñones fue postulado y electo por PJ. | Marco Aurelio Quiñones   | VP                |
| 6   | Chaim Bucarán                    | Anzoátegui                              | AVU          | VU               | El diputado principal C. Bucarán fue postulado y electo por UNT; se deslindó de la bancada de la MUD y se unió a la facción del movimiento Prociudadanos, posteriormente regresó al partido socialdemócrata. Fue suspendido de sus responsabilidades en el AN por ser señalado en una trama de corrupción y fue expulsado por su partido UNT. | Tatiana Montiel          | PJ                |
| 7   | Carlos Michelangeli              | Anzoátegui                              | UNIDAD       | PJ               | El diputado principal C. Michelangeli fue postulado y electo por el partido AD. | Yajaira Castro de Forero | PJ                |
| 8   | Richard Arteaga                  | Anzoátegui                              | AVU          | VP AD-HOC        | El diputado Richard Arteaga fue elegido por el partido Primero Justicia y se cambió de militancia al partido VP. Fue suspendido de sus responsabilidades en el AN y de su partido VP por ser señalado en una trama de corrupción, posteriormente es autoexcluido por participar en la operación Alacrán. | Oneida Guaipe            | AD                |
| 9   | Armando Armas Cuartín            | Anzoátegui                              | UNIDAD       | VP               | El diputado principal A. Armas Cuartín se exilió temporalmente, sin embargo volvió. El diputado suplente O. González se deslindó de la bancada de la MUD y formó la facción 16 de Julio. | Omar González            | VV                |
| 10  | Luis Lippa                       | Apure                                   | UNIDAD       | PJ               | Diputado principal y primero en lista L. Lippa fue postulado y electo por el partido regional Fuerza Ciudadana. | Julio Montoya            | PJ                |
| 11  | Gilberto Sojo (E)                | Aragua                                  | UNIDAD       | VP               | La diputada principal y primera en lista Dinorah Figuera se encuentra exiliada en España. | María Verónica Rengifo   | VP                |
| 12  | Guillermo Luces (E)              | Aragua                                  | AVU          | VP AD-HOC        | El diputado principal Ismael García fue postulado y electo por el partido Primero Justicia pero se deslindó de dicha organización para unirse a VP. Se encuentra actualmente en situación de exilio. El diputado suplente (E) G. Luces fue suspendido de sus responsabilidades en el AN por ser señalado en una trama de corrupción y suspendido de su partido Voluntad Popular, posteriormente es autoexcluido por ser acusado de participar en la operación Alacrán. | Vacante                  |                   |
| 13  | José Trujillo                    | Aragua                                  | UNIDAD       | AD               | | Adriana Pichardo         | VP                |
| 14  | Amelia Belisario                 | Aragua                                  | UNIDAD       | PJ               | | José Gregorio Hernández  | AD                |
| 15  | Melva Paredes                    | Aragua                                  | ALIANZA-DEM  | CMC              | La diputada principal M. Paredes fue postulada y electa por el partido UNT; se deslindó de la bancada de la MUD y se unió a la facción del movimiento Prociudadanos, la cual dejó posteriormente para unirse al Movimiento Cambiemos y su bancada Concertación. El diputado suplente L. Barragán se deslindó de la bancada de la MUD y formó la facción 16 de Julio. | Luis Barragán            | VV                |
| 16  | Karin Salanova                   | Aragua                                  | UNIDAD       | VP               | El diputado suplente F. Castellanos fue postulado y electo por el partido GE; se deslindó de la bancada de la MUD y se unió a la facción del movimiento Prociudadanos. Posteriormente se unió al partido UNT, volviendo así a la MUD. | Freddy Castellanos       | UNT               |
| 17  | Simón Calzadilla                 | Aragua                                  | CxV / UNIDAD | MPV              | El diputado principal S. Calzadilla fue despojado de su inmunidad parlamentaria por la ANC, pasó a la clandestinidad en un principio, sin embargo se incorporó nuevamente a la AN. Calzadilla se incorporó a la fracción de Concertación por Venezuela. | Liz Carolina Jaramillo   | PJ                |
| 18  | Arnoldo Benítez (E)              | Aragua                                  | -            | LCR              | La diputada principal Mariela Magallanes es despojada de su inmunidad parlamentaria por parte de la ANC y se exilia en Italia. | Vacante                  |                   |
| 19  | Julio César Reyes                | Barinas                                 | UNIDAD       | UNT              | El diputado principal J. Reyes se deslindó de la alianza de la MUD, y perteneció a la bancada Concertación. Posteriormente se distanció de su antiguo líder de AP, Henri Falcón y volvió a la MUD, se le vincula con el partido UNT. La segunda diputada suplente Luisa Albertina Castillo se juramentó ante la directiva paralela de Luis Parra, bajo irregularidades. | Pablo Moronta            | PJ                |
| 20  | Freddy Superlano                 | Barinas                                 | UNIDAD       | VP               | El diputado principal F. Superlano fue despojado de su inmunidad parlamentaria por la ANC. Se autoexilio en Colombia sin embargo volvió al país. | Lincoln Pérez            | AD                |
| 21  | Adolfo Superlano                 | Barinas                                 | AVU          | PV               | El diputado principal A. Superlano fue postulado y electo por UNT, pero fue suspendido de la militancia de UNT como acto disciplinario por su inasistencia de la sesión ordinaria del 15 de diciembre de 2016, no obstante permaneció en el partido hasta su renuncia; se deslindó de la bancada de la MUD y se unió a la facción del movimiento Prociudadanos, para posteriormente incorporarse al Movimiento Cambiemos, en la bancada Concertación, del cual tiempo después fue expulsado. Fue suspendido de sus responsabilidades en las comisiones de la AN por ser señalado en una trama de corrupción, conocida como Operación Alacrán. | Sandra Flores de Garzón  | PJ                |
| 22  | Maribel Guédez                   | Barinas                                 | ALIANZA-DEM  | CMC              | La diputada principal M. Guedez fue postulada y electa por el partido UNT; se deslindó de la bancada de la MUD y se unió a la facción del movimiento Prociudadanos, la cual dejó posteriormente para unirse a Movimiento Cambiemos, en la bancada Concertación. | Alejandra Peña           | PJ                |
| 23  | Andrés Eloy Camejo               | Barinas                                 | UNIDAD       | AD               | | César Cadenas            | UNT               |
| 24  | Ángel Medina Devis               | Bolívar                                 | UNIDAD       | PJ               | La tercera diputada suplente en lista Yuretzi Idrogo Martínez se juramentó en la directiva paralela de Luis Parra, bajo irregularidades. | Rachid Yasbek            | PJ                |
| 25  | Luis Silva                       | Bolívar                                 | UNIDAD       | AD               | El diputado suplente Antonio Geara fue postulado y electo por el partido Primero Justicia, se encuentra detenido. | Vacante                  |                   |
| 26  | Olivia Lozano                    | Bolívar                                 | UNIDAD       | VP               | | Ángel Álvarez Medina     | LCR               |
| 27  | Francisco Sucre                  | Bolívar                                 | UNIDAD       | VP               | | Ligia Delfín             | VP                |
| 28  | José Prat                        | Bolívar                                 | -            | LCR              | El diputado suplente J. Hernández dejó su partido MPV para unirse al partido UNT. | José Hernández           | UNT               |
| 29  | Freddy Valera                    | Bolívar                                 | UNIDAD       | AD               | José Salazar | UNT                      | Vacante           |
| 31  | Carlos Berrizbeitia              | Carabobo                                | CxV / UNIDAD | PROVE            | Diputado principal y primero en lista C. Berrizbeitia se encuentra en la fracción de Concertación por Venezuela. El diputado suplente y segundo en lista Antonio Ecarri Bolívar es designado embajador del gobierno de Guaidó ante España. La diputada suplente y tercera en lista Marilyn Martino del partido Cuentas Claras, se exilió por amenazas. | Noe Mujica               | UNIDAD NOE        |
| 32  | Deyalitza Aray (E)               | Carabobo                                | CxV / UNIDAD | PROVE            | El diputado principal Juan Miguel Matheus se encuentra exiliado. La diputada suplente D. Aray se deslindó de la bancada de la MUD y formó la facción 16 de Julio, para posteriormente unirse a la fracción de Concertación por Venezuela. | Vacante                  |                   |
| 33  | Ylidio de Abreu                  | Carabobo                                | UNIDAD       | UNT              | La diputada suplente Yolanda Tortolero de UNT falleció por COVID en 2021. | Vacante                  |                   |
| 34  | Williams Gil                     | Carabobo                                | AVU          | PV               | El diputado principal W. Gil se unió a la fracción de Concertación por Venezuela, posteriormente fue autoexcluido de CC y la CxV, por participar en la Operación Alacrán. El diputado suplente A. López electo por Cuentas Claras, se une al partido UNT. | Armando López            | UNT               |
| 35  | Ángel Álvarez Gil                | Carabobo                                | UNIDAD       | VP               | Diputado principal A. Gil electo y postulado por el partido Cuentas Claras Diputada suplente M. Mulino se unió a la fracción de Concertación por Venezuela. | María Concepción Mulino  | CC                |
| 36  | Marco Bozo                       | Carabobo                                | UNIDAD       | PJ               | | Daniel Arias             | PJ                |
| 37  | Romny Flores                     | Carabobo                                | UNIDAD       | AD               | | Antonio Román            | AD                |
| 38  | Leandro Domínguez (E)            | Carabobo                                | AVU          | PV               | El Diputado Carlos Lozano Parra fundó su propio partido político, llamado Carabobo Militancia Nacional (Camina), su inmunidad parlamentaria fue allanada por el TSJ y la ANC, se fue al exilio. El diputado suplente L. Domínguez dejó UNT, fue acusado de participar en la Operación Alacrán. | Vacante                  |                   |
| 39  | Dennis Fernández                 | Cojedes                                 | UNIDAD       | AD               | La diputado suplente segundo en lista Amanda Linares se juramento bajo irregularidades con la directiva paralela de Luis Parra, a pesar de que su diputado principal Fernández se encuentra en el país. El suplente primero en lista J. Correa fue autoexcluido de su partido PJ. | José Gregorio Correa     | AD (Ad hoc)       |
| 40  | José Antonio España              | Delta Amacuro                           | AVU          | PV               | El diputado principal J. España fue postulado y electo por el partido PJ; se deslindó de la bancada de la MUD, y se unió a la facción del movimiento Prociudadanos, luego fue expulsado. Posteriormente empezó a militar en el Movimiento Cambiemos, del cual fue expulsado también. Fue acusado de participar en la Operación Alacrán. | Larissa González         | AD                |
| 41  | Gregorio Graterol                | Falcón                                  | UNIDAD       | PJ               | | Mabelly de León Ponte    | AD                |
| 42  | Kerrins Mavárez (E)              | Falcón                                  | AVU          | PV               | Diputado principal Luis Stefanelli fue postulado y electo por el partido UNT, su inmunidad parlamentaria fue allanada por el TSJ y la ANC, se encuentra en el exilio. El diputado suplente K. Mavárez fue postulado y electo por el partido AD; se deslindó de la bancada de la MUD y se unió a la facción del movimiento Prociudadanos, posteriormente renunció y es diputado independiente, es acusado de participar en la operación Alacrán. | Vacante                  |                   |
| 43  | Eliezer Sirit                    | Falcón                                  | UNIDAD       | AD               | | Julio César Moreno       | PJ                |
| 44  | Juan García Manaure              | Falcón                                  | UNIDAD       | PJ               | El Diputado Suplente R. Aponte fue postulado y electo por el partido UNT | Ricardo Aponte           | VP                |
| 45  | Carlos Prosperi                  | Guárico                                 | UNIDAD       | AD               | | Bibiana Lucas            | PJ                |
| 46  | Edgar Zambrano                   | Lara                                    | UNIDAD       | AD               | El diputado principal E. Zambrano es despojado de su inmunidad parlamentaria por parte de la ANC y es detenido por funcionarios del SEBIN. Posteriormente es liberado y se reincorpora como diputado. El tercer Diputado suplente en lista Alexis Lamazares se juramentó en medio de irregularidades bajo la directiva paralela de Luis Parra, acusándole también de participar en la operación Alacrán. | Guillermo Palacios       | UNT               |
| 47  | María Teresa Pérez               | Lara                                    | UNIDAD       | EC               | La diputada principal M. Pérez y el diputado suplente O. Peraza se deslindaron de la alianza de la MUD, y pertenecieron a la bancada Concertación hasta que regresaron. Pérez se unió al partido Encuentro Ciudadano. | Oneiber Peraza           | AP                |
| 48  | Daniel Antequera (E)             | Lara                                    | UNIDAD       | LCR              | La diputada principal Bolivia Suárez dejó su partido La Causa Radical, para unirse al partido VP. En 2020 falleció. | Vacante                  |                   |
| 49  | Luis Florido                     | Lara                                    | UNIDAD       | UNT              | El diputado principal Luis Florido renunció al partido VP; y es despojado de su inmunidad parlamentaria por parte de la ANC, fue exiliado, sin embargo volvió, se incorporó a Un Nuevo Tiempo. | Ángel Torres             | VP                |
| 50  | Alfonso Marquina                 | Lara                                    | UNIDAD       | PJ               | El diputado suplente Juan Vilera renunció a su partido Gente Emergente y se unió al partido Voluntad Popular. | Juan Vilera Del Corral   | VP                |
| 51  | Macario González (E)             | Lara                                    | UNIDAD       | VP               | El diputado principal Teodoro Campos y el diputado suplente M. González se deslindaron de la alianza de la MUD, y ambos pertenecían a la bancada Concertación hasta que renunciaron. Renunciaron a Avanzada Progresista y volvieron a apoyar a la MUD, y Campos se exilio. | Vacante                  |                   |
| 52  | Luis Loaiza (E)                  | Mérida                                  | AVU          | PV               | La diputada principal y primera en lista Milagro Valero se encuentra exiliada. El diputado suplente y segundo en lista Luis Loaiza Rincón fue elegido por el partido Un Nuevo Tiempo, y posteriormente se unió a Encuentro Ciudadano y a la fracción de Concertación por Venezuela, sin embargo posteriormente es expulsado por participar en la Operación Alacrán. | Kiko Bautista            | Ind. (ADE)        |
| 53  | Alexis Paparoni                  | Mérida                                  | UNIDAD       | UNT              | | Mary Mora Morales        | AD                |
| 54  | Mildred Carrero (E)              | Mérida                                  | UNIDAD       | VP               | La diputada principal Addy Valero falleció en 2020 de cáncer. | Vacante                  |                   |
| 55  | William Davila                   | Mérida                                  | UNIDAD       | AD               | | Lawrence Castro          | VP                |
| 56  | Carmen Sivoli (E)                | Mérida                                  | UNIDAD       | AD               | El diputado principal C. Paparoni fue despojado de su inmunidad parlamentaria por la ANC, se encuentra exiliado. | Vacante                  |                   |
| 57  | Manuela Bolívar (E)              | Miranda                                 | UNIDAD       | VP               | El diputado principal J. Borges es despojado de su inmunidad parlamentaria por la ANC tras acusaciones de responsabilidad sobre el atentando contra el presidente Nicolás Maduro, exiliándose. La segunda suplente en lista Mariana Hernández renunció a su investidura. | Vacante                  |                   |
| 58  | Luis Aquiles Moreno              | Miranda                                 | UNIDAD       | AD               | El diputado suplente y segundo en lista Franco Casella fue postulado y electo por el partido Vente Venezuela; es resguardado como huésped en la embajada de México, posteriormente se exilia. El diputado suplente y quinto en lista O. Ávila fue juramentado bajo irregularidades con la directiva paralela de Luis Parra, señalándose así de participar en la operación Alacrán. | Omar Ávila               | UVV (AVU)         |
| 59  | Delsa Solórzano                  | Miranda                                 | CxV / UNIDAD | EC               | La diputada Delsa Solórzano fue elegida por el partido Un Nuevo Tiempo pero se desligó del mismo para fundar la Plataforma Política Encuentro Ciudadano, e integrar la fracción Concertación por Venezuela. | Jesús Yánez              | AD                |
| 60  | Ángel Alvarado (E)               | Miranda                                 | UNIDAD       | PJ               | El diputado principal M. Pizarro fue despojado de su inmunidad parlamentaria por la ANC. Se encuentra exiliado. | Vacante                  |                   |
| 61  | Manuel Texeira (E)               | Miranda                                 | UNIDAD       | UNT              | La diputada principal Adriana D'Elia se encuentra exiliada en Estados Unidos. El diputado encargado M. Texeira abandonó el partido MPV y se unió al partido UNT. | Vacante                  |                   |
| 62  | Arkiely Perfecto (E)             | Miranda                                 | AVU          | PV               | La Diputada Principal Nora Delgado renunció a su curúl para postularse como candidata a la ANC. Posteriormente fue elegida alcaldesa del Municipio Brión. La diputada Arkiely Perfecto se deslindó de la bancada del GPPSB y del Movimiento Tupamaro para ingresar a la bancada opositora y apoyar a Juan Guaidó, también se unió a MDI sin embargo tiempo después fue expulsada. Se unió a la bancada de Concertación por Venezuela. Sin embargo posteriormente es autoexcluida por ser acusada de participar en la operación Alacrán. | Vacante                  |                   |
| 63  | José Gregorio Aparicio           | Monagas                                 | AVU          | PV               | El diputado principal J. Aparicio fue postulado y electo por el partido GE; se deslindó de la bancada de la MUD y creó la facción del movimiento Prociudadanos, luego fue expulsado. Posteriormente se une al partido Cambiemos y a la alianza de Concertación, la cual en un tiempo abandona junto a los diputados J. España y A. Superlano. Fue acusado de participar en la Operación Alacrán. La diputada suplente D. Hernández se deslindó de la bancada de la MUD, renunció a Cuentas Claras y se unió a Vente Venezuela e igualmente formó la facción 16 de Julio. | Dignora Hernández        | VV                |
| 64  | Piero Maroún                     | Monagas                                 | UNIDAD       | AD               | | José Antonio Mendoza     | PJ                |
| 65  | María Gabriela Hernández         | Monagas                                 | UNIDAD       | PJ               | Diputada electa y postulada por VP | Aquiles Arvelo           | MABS              |
| 66  | Carlos Bastardo (E)              | Monagas                                 | SV           | VV               | El diputado principal Juan Pablo García y el diputado suplente C. Bastardo se deslindaron de la bancada de la MUD y formaron la facción 16 de Julio. El diputado principal J. P. García se encuentra en el exilio. | Vacante                  |                   |
| 67  | Tobias Bolívar                   | Nueva Esparta                           | UNIDAD       | AD               | El diputado suplente Ronderos se enfiló con la junta directiva ad hoc de AD desconocida por la MUD. | Óscar Ronderos           | AD (ad hoc)       |
| 68  | Luis Emilio Rondón               | Nueva Esparta                           | UNIDAD       | UNT              | | Yanet Fermín             | VP                |
| 69  | Orlando Ávila                    | Nueva Esparta                           | UNIDAD       | UNT              | | Magalvi Estaba Mata      | AD                |
| 70  | Antonio Aranguren (E)            | Nueva Esparta                           | UNIDAD       | PJ               | El diputado principal J. Rahal se encuentra en el exilio. | Vacante                  |                   |
| 71  | María Beatriz Martínez           | Portuguesa                              | UNIDAD       | PJ               | La diputada suplente cuarta en lista Teresa Azuaje se juramentó irregularmente bajo la directiva paralela de Luis Parra, señalándose así de participar en la operación Alacrán. | Wilfredo Galíndez        | AD                |
| 72  | Robert Alcalá                    | Sucre                                   | UNIDAD       | AD               | | Denncis Pazos            | UNT               |
| 73  | José Gregorio Noriega            | Sucre                                   | AVU          | VP AD-HOC        | El diputado principal J. Noriega fue elegido por el partido Voluntad Popular, renunció a la organización política en 2018, sin embargo luego volvió a principios de 2019; a finales de ese mismo año 2019 fue expulsado de su partido y señalado de participar en la Operación Alacrán. El diputado suplente L. Regnault se deslindó de la alianza de la MUD, y pertenece a la bancada Concertación. Posteriormente renuncia a AP, y se incorpora a PJ, volviendo a la MUD. | Leonardo Regnault        | PJ                |
| 74  | Milagros Paz                     | Sucre                                   | UNIDAD       | PJ               | El diputado suplente J. Bolívar se deslindó de la bancada de la MUD y formó la facción 16 de Julio. | Juan Carlos Bolívar      | ABP               |
| 75  | Ezequiel Pérez                   | Táchira                                 | UNIDAD       | AD ad hoc        | El diputado principal E. Pérez pasó a las filas del AD ad hoc. | Eduardo Marin            | PJ                |
| 76  | Carlos Valero (E)                | Táchira                                 | UNIDAD       | UNT              | La diputada principal Sonia Medina se encuentra exiliada en Estados Unidos. | Vacante                  |                   |
| 77  | Franklyn Duarte (E)              | Táchira                                 | ALIANZA-DEM  | Copei Ad hoc     | La diputada principal Laidy Gómez fue elegida gobernadora del estado Táchira. El diputado encargado F. Duarte se unió a la fracción de Concertación por Venezuela, sin embargo posteriormente fue expulsado y acusado de participar en la Operación Alacrán. | Vacante                  |                   |
| 78  | Karim Vera (E)                   | Táchira                                 | UNIDAD       | PJ               | El diputado principal J. Requesens es despojado de su inmunidad parlamentaria por la ANC y arrestado por estar presuntamente involucrado en el atentado contra el presidente Nicolás Maduro. La diputada suplente en calidad de encargada K. Vera fue postulada y electa por el partido UNT, del cual pasó a PJ | Vacante                  |                   |
| 79  | Carlos González                  | Trujillo                                | UNIDAD       | AD               | El diputado suplente E. Fajardo fue suspendido de sus responsabilidades en el AN por ser señalado en una trama de corrupción. | Emilio Fajardo           | PJ                |
| 80  | Conrado Pérez                    | Trujillo                                | AVU          | PV               | El diputado principal C. Pérez fue suspendido de sus responsabilidades en el AN por ser señalado en una trama de corrupción, conocida como Operación Alacrán, y es expulsado de su partido Primero Justicia. El diputado suplente J. Aguilar fue postulado y electo por el partido Primero Justicia. | Joaquín Aguilar          | UNT               |
| 81  | Ana Mercedes Aponte (E)          | Vargas                                  | UNIDAD       | AD               | El diputado principal y primero en lista José Manuel Olivares se encuentra exiliado. | Belkis Ulacio            | FL                |
| 82  | Milagros Eulate                  | Vargas                                  | UNIDAD       | AD               | El diputado suplente Winston Flores fue postulado y electo por el partido Vente Venezuela; se encuentra exiliado en Chile. | Vacante                  |                   |
| 83  | Juan Guaidó                      | Vargas                                  | UNIDAD       | Ind.             | El diputado Juan Guaidó en su posición como Presidente del Poder Legislativo Nacional fue designado por la Asamblea Nacional como Presidente Provisional de la República luego de que esta declara como ilegítimos los comicios del 20 de mayo de 2018 y al poder ejecutivo en estado de usurpación. Según el Estatuto de Transición en tanto no haya cesado la usurpación declarada por el Parlamento desempeñará simultáneamente los cargos de Presidente del Ejecutivo y del Legislativo conservando su curúl. En 2020 se separó totalmente de su partido VP para enfocarse en sus atribuciones como Presidente Encargado de la República. | César Alonso             | UNT               |
| 84  | Biagio Pilieri                   | Yaracuy                                 | SV           | Conv.            | El diputado principal B. Pilieri se deslindó de la bancada de la MUD y formó la facción 16 de Julio. El diputado suplente Jesús G. Peña fue destituido de su partido AD por violar normas internas, posteriormente se une al partido Soluciones del dirigente Claudio Fermín. | Jesús Gabriel Peña Navas | SPV (ALIANZA-DEM) |
| 85  | Luis Parra Rivero                | Yaracuy                                 | AVU          | PV               | El diputado L. Parra fue expulsado de su partido Primero Justicia, tras verse envuelto en un escándalo de corrupción, conocida como Operación Alacrán, que también involucra a sus dos colegas de PJ, Conrado Pérez y José Brito. El diputado suplente R. Flores renunció a su partido Voluntad Popular, se le vincula con irregularidades. Fundó el partido Primero Venezuela. | Ramón Flores             | PV                |
| 86  | Enrique Márquez                  | Zulia                                   | UNIDAD       | UNT              | | Marianela Fernández      | UNT               |
| 87  | Edwin Luzardo (E)                | Zulia                                   | SV           | ABP              | El diputado principal Timoteo Zambrano fue postulado y electo por el partido UNT; se deslindó de la bancada de la MUD, luego se unió a la facción del movimiento Prociudadanos donde posteriormente también se retiró para crear el Movimiento Cambiemos, en la bancada Concertación, sin embargo no asiste a las sesiones de la AN sin motivo alguno. El diputado suplente E. Luzardo se deslindó de la bancada de la MUD y formó la facción 16 de Julio, quien asiste a la AN de forma regular. | Vacante                  |                   |
| 88  | Omar Barboza                     | Zulia                                   | UNIDAD       | UNT              | | Liz María Márquez        | AD                |
| 89  | Avilio Troconiz                  | Zulia                                   | UNIDAD       | PJ               | | Daniela Parra            | AD                |
| 90  | Elimar Díaz                      | Zulia                                   | UNIDAD       | PJ               | La diputada principal E. Díaz fue elegida inicialmente por el partido UNT, posteriormente se incorpora a PJ. | Jairo Bao                | UNT               |
| 91  | Nora Bracho                      | Zulia                                   | UNIDAD       | UNT              | | Desiree Barboza          | VP                |
| 92  | Elías Matta                      | Zulia                                   | UNIDAD       | UNT              | | Rafael Ramírez Colina    | PJ                |
| 93  | Juan Pablo Guanipa               | Zulia                                   | UNIDAD       | PJ               | El diputado principal Juan Pablo Guanipa fue elegido gobernador del estado Zulia, sin embargo fue destituido tras no haber sido juramentado ante la ANC, pudiendo recuperar posteriormente su curul. En octubre de 2019 es despojado de su inmunidad parlamentaria por el TSJ y la ANC, se reincorporó en 2020 a la AN. El diputado suplente J. Sánchez fue postulado y electo por el partido UNT; se deslindó de la bancada de la MUD y se unió a la facción del movimiento Prociudadanos. El cual tiempo después dejó junto a un grupo de diputados. | José Sánchez "Mazuco"    | Ind.              |
| 94  | William Barrientos               | Zulia                                   | UNIDAD       | UNT              | W. Barrientos fue postulado y electo por UNT, pero fue suspendido de su militancia como acto disciplinario por su inasistencia de la sesión ordinaria del 15 de diciembre de 2016. No obstante, más allá de ese anuncio se mantiene como diputado de UNT. Fue suspendido de sus responsabilidades en el AN por ser señalado en una trama de corrupción, y es investigado por su partido UNT. El diputado suplente Yorman Varilla se encuentra en el exilio. | Vacante                  |                   |
| 95  | José Luis Pirela                 | Zulia                                   | SV           | Ind.             | El diputado principal J. Pirela renunció a su partido MPV, para unirse a la alianza a la alianza Soy Venezuela. La diputada suplente M. Álvarez fue postulada y electa por el partido UNT, dejó esa organización para unirse al Movimiento Cambiemos y a la fracción parlamentaria Concertación. | Mary Álvarez León        | CMC               |
| 96  | Héctor Vargas (E)                | Zulia                                   | UNIDAD       | UNT              | El diputado principal Hernán Alemán se le fue allanada la inmunidad parlamentaria por el TSJ y la ANC, se exilió, donde falleció en 2020 por COVID-19. El diputado suplente H. Vargas fue suspendido en un principio de sus responsabilidades en el AN por ser señalado en una trama de corrupción y fue investigado por su partido UNT. | Vacante                  |                   |
| 97  | Juan Carlos Velazco              | Zulia                                   | UNIDAD       | AD               | | Ángel Caridad            | UNT               |
| 98  | Freddy Paz                       | Zulia                                   | AVU          | PV               | El diputado principal Freddy Paz fue acusado de aceptar sobornos y participar en la operación Alacrán. Es autoexcluido de su partido UNT. | Gilmar Márquez           | VP                |
| 99  | Tamara Adrián (E)                | Distrito Capital                        | UNIDAD       | VP               | El diputado principal y primero en lista T. Guanipa se encuentra en la exilio luego de conocerse una orden de allanamiento de su inmunidad parlamentaria por parte del TSJ. | Evelyn Martínez          | Ind.              |
| 100 | Jesús Abreu                      | Distrito Capital                        | UNIDAD       | VP               | La diputada suplente N. Morales se deslindó de la bancada de la MUD y formó la facción 16 de Julio. | Nafir Morales            | ABP               |
| 101 | Marialbert Barrios               | Distrito Capital                        | UNIDAD       | PJ               | La Diputada Suplente F. Suárez fue postulada y electa por el Partido UNT. | Fátima Suárez            | PJ                |
| 102 | Henry Ramos Allup                | Distrito Capital                        | UNIDAD       | AD               | El diputado principal H. Ramos es despojado de su inmunidad parlamentaria por parte de la ANC sin embargo continua asistiendo a sesiones. El diputado suplente Ramón López se encuentra exiliado. | Vacante                  |                   |
| 103 | Rafael Veloz (E)                 | Distrito Capital                        | UNIDAD       | VP               | El diputado principal Richard Blanco se deslindó de la bancada de la MUD y formó la facción 16 de Julio; es despojado de su inmunidad parlamentaria por parte de la ANC y es resguardado en la residencia del embajador de Argentina. | Vacante                  |                   |
| 104 | Stalin González                  | Distrito Capital                        | UNIDAD       | Ind.             | El diputado principal S. González renunció en el año 2020 al partido UNT luego de anunciar que apoyaba las elecciones parlamentarias convocadas por el CNE designado por el TSJ. | Ivlev Silva              | AD                |
| 105 | Lucila Pacheco (E)               | Zulia                                   | AVU          | VP AD-HOC        | Omar Prieto, primero en lista renunció a su cargo antes de iniciar el período para permanecer en su cargo activo como alcalde de San Francisco. Aloha Núñez, segunda en la lista, fue designada Ministra de los Pueblos Indígenas. Calixto Ortega, tercero en la lista y en ese momento diputado activo, fue elegido magistrado del Tribunal Supremo de Justicia antes del inicio del período. Keyrineth Fernández, cuarta en la lista, renunció a su curúl para postularse como candidata a la ANC. Posteriormente es electa alcaldesa del Municipio Jesús María Semprún del estado Zulia. Quinta en lista Damelis Chávez fue designada secretaria de educación de la entidad. Lucila Pacheco renunció a su partido PPT y se estableció como independiente, para luego pasar al partido UNT, luego a VP, posteriormente fue autoexcluida por participar en la operación Alacrán. | Vacante                  |                   |
| 106 | Virgilio Ferrer                  | Representante Indígena Región Occidente | UNIDAD       | UNT /MiaZulia    | El diputado suplente R. Fernández fue postulado y electo por la tarjeta indigenista Parlinve, pero fue suspendido de la militancia de AD como acto disciplinario por su inasistencia de la sesión ordinaria del 15 de diciembre de 2016, no obstante permanece hasta la actualidad en dicha organización. | Ricardo Fernández        | AD/Parlinve       |
| 107 | Gladys Guaipo                    | Representante Indígena Región Oriente   | UNIDAD       | AD/Parlinve      | | Yulibert Guacarán        | VP /Parlinve      |
| 108 | Romel Guzamana                   | Representante Indígena Región Sur       | UNIDAD       | VP/Coiba         | Diputados fueron desincorporados por solicitud propia ante la exigencia del TSJ, posteriormente nuevamente incorporado el parlamentario principal por pedido propio y ante exigencia del TSJ en el exilio. El diputado principal R. Guzamana fue postulado y electo por Coiba, sección indigenista del partido VP; se deslindó de la bancada de la MUD y se unió a la facción del movimiento Prociudadanos. Posteriormente regresó a VP. | Javier Linares           | PJ/Tawala         |
| 109 | Freddy Guevara                   | Miranda                                 | UNIDAD       | VP               | El diputado principal Freddy Guevara y su suplente Juan Andrés Mejía fueron despojados de sus inmunidades parlamentarias por la ANC, posteriormente fueron absueltos. La AN declaró nula e inconstitucional esa decisión. Guevara se encontraba resguardado en la residencia del embajador de Chile en Caracas, como huésped hasta ser "indultado" por Nicolás Maduro. Mejía se encuentra en el exilio. | Vacante                  |                   |
| 110 | Renzo Prieto (E)                 | Táchira                                 | UNIDAD       | VP               | La diputada principal Gaby Arellano se encuentra exiliada en Colombia. El diputado suplente Renzo Prieto se encontraba en detención carcelaria desde antes de su elección a pesar de contar con inmunidad parlamentaria hasta principios de junio de 2018 cuando fue liberado y juramentado ante la AN. En marzo de 2020 fue nuevamente detenido y puesto en libertad meses después. | Vacante                  |                   |
| 111 | Jorge Millán                     | Distrito Capital                        | UNIDAD       | PJ               | El diputado principal Jorge Millan fue allanada su inmunidad parlamentaria por el TSJ y la ANC, en 2020 fue "indultado" por el gobierno de Nicolás Maduro. La diputada suplente Auristela Vásquez se encuentra en el exilio. | Vacante                  |                   |
| 112 | Rafael Guzmán                    | Miranda                                 | UNIDAD       | PJ               | El diputado principal Rafael Guzmán se encuentra en situación de exilio. El diputado suplente Gilber Caro se encontraba bajo detención policial en violación de su inmunidad parlamentaria hasta principios de junio de 2018 cuando fue liberado y juramentado ante la AN. Asumió como encargado, sin embargo el 20 de diciembre de 2019 vuelve a ser detenido hasta que es liberado en 2020, sin embargo permanece retirado. | Gilber Caro              | VP                |
| 113 | Ismael León                      | Distrito Capital                        | UNIDAD       | VP               | El diputado principal José Guerra se encuentra exiliado en España. El diputado suplente Ismael León fue detenido y posteriormente liberado. | Vacante                  |                   |
| 1   | Vacante                          | Bolívar                                 | -            | -                | El diputado principal Americo de Grazia es despojado de su inmunidad parlamentaria por parte de la ANC y es exilió en Italia. El diputado encargado Manuel González se unió a la fracción de Concertación por Venezuela, sin embargo posteriormente fue expulsado y acusado de participar en la Operación Alacrán. Falleció el lunes 17 de agosto de 2020, víctima de COVID-19. | Vacante                  |                   |
| 2   | Vacante                          | Táchira                                 | -            | -                | El diputado principal Sergio Vergara fue despojado de su inmunidad parlamentaria por la ANC, se encuentra en el exilio. El diputado suplente Rosmit Mantilla se encuentra exiliado en Francia. | Vacante                  |                   |

### Oficialismo
| N.º | Diputado principal (o encargado) | Entidad Federal  | Coalición                          | Partido político | Observaciones | Diputado suplente          | Partido político    |
| --- | -------------------------------- | ---------------- | ---------------------------------- | ---------------- | --- | -------------------------- | ------------------- |
| 1   | Earle Herrera                    | Anzoátegui       | GPPSB                              | PSUV             | El primero en la lista E. Herrera se postuló como candidato a la ANC. Sin embargo regresó a la AN en 2019. | Ángel Rodríguez            | PSUV                |
| 2   | Cristóbal Jiménez                | Apure            | GPPSB                              | PSUV             | | Enma Díaz de Solórzano     | PSUV                |
| 3   | Domingo Santana                  | Apure            | GPPSB                              | PSUV             | | Jesmar Bona                | PSUV                |
| 4   | Dairene Delgado (E)              | Apure            | GPPSB                              | PSUV             | Diputado principal Gerson Vizcaíno fue elegido alcalde del municipio Biruaca de Apure. | Vacante                    |                     |
| 5   | Héctor Orlando Zambrano          | Apure            | GPPSB                              | PSUV             | El Diputado Principal Héctor Orlando Zambrano se postuló como candidato a la ANC. | Mayrut Castillo            | PSUV                |
| 6   | Ricardo Molina                   | Aragua           | GPPSB                              | PSUV             | El principal R. Molina fue designado Ministro de Transporte y Obras Públicas. Sin embargo volvió a la AN en 2019. El diputado suplente primero en lista Roque Valero se postuló como candidato a la ANC, posteriormente fue designado presidente del Centro Nacional Autónomo de Cinematografía. El diputado suplente segundo en lista Didalco Bolívar fue designado presidente del Instituto de Desarrollo de la Pequeña y Mediana Industria (Inapymi). La diputada suplente tercera en lista Eglé de los Santos Sánchez se postuló como candidata a la ANC.                   | Eglé de los Santos Sánchez | PSUV                |
| 7   | Naybeth Berrios (E)              | Barinas          | GPPSB                              | PSUV             | El diputado primero en lista Asdrúbal Chávez fue designado presidente de Citgo. La diputada segunda en lista Nancy Pérez fue elegida alcaldesa de Barinas. | Lida Silva Larrarte        | PSUV                |
| 8   | Victoria Mata (E)                | Bolívar          | GPPSB                              | PSUV             | El primero en la lista Héctor Rodríguez renunció a su curúl para postularse como candidato a la ANC. El segundo en lista Rubén Limardo se dedica actividades deportivas a tiempo completo. La tercera en la lista Victoria Mata se postuló como candidata a la ANC. | Raiza Lanz                 | Tupamaro ad hoc     |
| 9   | Saúl Ortega                      | Carabobo         | GPPSB                              | PSUV             | El primero en la lista Saúl Ortega se postuló como candidato a la ANC. Sin embargo volvió a la AN en 2019. El segundo en la lista Héctor Breña falleció el 19 de agosto de 2018. | Yonder Silva               | PSUV                |
| 10  | Héctor Agüero                    | Carabobo         | GPPSB                              | PSUV             | El Diputado Principal Héctor Agüero se postuló como candidato a la ANC. | Edith Francisco            | PSUV                |
| 11  | Cilia Flores                     | Cojedes          | GPPSB                              | PSUV             | La primera en la lista Cilia Flores se postuló como candidata a la ANC. El segundo en la lista Asdrúbal Salazar se postuló como candidato a la ANC. El cuarto en la lista Juan Aponte fue elegido diputado regional suplente de Patricia Mendoza en la entidad. | Asdrúbal Salazar           | PSUV                |
| 12  | Xavier Vega (E)                  | Cojedes          | Alternativa Popular Revolucionaria | Tupamaro         | El diputado principal Jorge Pérez se postuló como candidato a la ANC. Posteriormente fue designado viceministro para las Comunidades Educativas. El diputado Vega se desligó de la Junta Ad hoc de Tupamaros. | Vacante                    |                     |
| 13  | Nosliw Rodríguez                 | Cojedes          | GPPSB                              | PSUV             | La diputada principal N. Rodríguez se postuló como candidata a la ANC. Sin embargo volvió a la AN en 2019. | Edgar Lucena               | PCV                 |
| 14  | Pedro Carreño                    | Delta Amacuro    | GPPSB                              | PSUV             | El primero de lista P. Carreño se postuló como candidato a la ANC. Sin embargo volvió a la AN en 2019. La segunda de lista Loa Tamaronis fue elegida alcaldesa de Tucupita. | Juan Arroyo                | UPV                 |
| 15  | Carlos Gómez                     | Delta Amacuro    | GPPSB                              | PSUV             | El diputado suplente A. Parica se deslindó de la bancada oficialista y se unió al Bloque Socialista. | Ángel Raúl Parica          | Redes               |
| 16  | Pedro Santaella (E)              | Delta Amacuro    | GPPSB                              | PSUV             | El Diputado Principal Amado Heredia se postuló como candidato a la ANC. Posteriormente fue elegido alcalde del municipio Antonio Díaz. | Vacante                    |                     |
| 17  | Sol Musset (E)                   | Falcón           | GPPSB                              | PSUV             | El primero en la lista Víctor Clark se postuló como candidato a la ANC. Posteriormente es electo gobernador del estado Falcón. La segunda en la lista Sol Musset renunció a su curul para postularse como candidata a la ANC. El tercero en la lista, Rubén Ávlia Ávila fue designado presidente de Pequiven. | Sandra D'Amelio            | VBR                 |
| 18  | Jesús Montilla                   | Falcón           | GPPSB                              | PSUV             | El Diputado Principal J. Montilla se postuló como candidato a la ANC. Sin embargo volvió a la AN en 2019. | Eduardo Linarez            | PCV                 |
| 19  | Oscar Figuera                    | Guárico          | Alternativa Popular Revolucionaria | PCV              | | Carola Martínez            | PSUV                |
| 20  | Christopher Constant             | Guárico          | GPPSB                              | PSUV             | El Diputado Principal Christopher Constant se postuló como candidato a la ANC. Sin embargo volvió a la AN en 2019. | Raiza Carrillo             | PPT                 |
| 21  | Ramón Magallanes (E)             | Guárico          | GPPSB                              | PSUV             | El diputado principal Juan Marín falleció en 2020. El Diputado Suplente Ramón Magallanes se postuló como candidato a la ANC, asumió como principal. | Vacante                    |                     |
| 22  | Frang Morales (E)                | Guárico          | GPPSB                              | PSUV             | El diputado principal Roger Cordero Lara fue designado Director Estadal para Guárico de Hábitat y Vivienda. El diputado suplente Frang Morales se postuló como candidato a la ANC. | Vacante                    |                     |
| 23  | Willian Gil (E)                  | Lara             | GPPSB                              | PSUV             | La primera en la lista Carmen Meléndez fue designada Ministra del Despacho de la Presidencia. El segundo en la lista Willian Gil se postuló como candidato a la ANC. Sin embargo volvió a la AN en 2019. La diputada suplente Ana Salas pasó a la oposición en el partido Encuentro Ciudadano. | Ana Salas                  | Encuentro Ciudadano |
| 24  | Julio Chávez                     | Lara             | GPPSB                              | PSUV             | El Diputado Principal J. Chávez se postuló como candidato a la ANC. Sin embargo volvió a la AN en 2019. | Yamilet Camacaro           | PSUV                |
| 25  | César Carrero (E)                | Mérida           | GPPSB                              | PSUV             | El primero en la lista Ramón Lobo fue designado Ministro de Economía y Finanzas. El segundo en lista Mervin Maldonado fue designado Ministro del Deporte y la Juventud. El tercero en lista José Rafael Luna fue designado presidente (e) de ESPROMED BIO. | Vacante                    |                     |
| 26  | Haiman El Troudi                 | Miranda          | GPPSB                              | PSUV             | | Erika Ortega               | PSUV                |
| 27  | Jaime Rengifo (E)                | Miranda          | Alternativa Popular Revolucionaria | Tupamaro         | El Diputado Principal Genkerve Tovar se postuló como candidato a la ANC. Posteriormente fue elegido alcalde del municipio Tomás Lander. El diputado Rengifo se desligó de la Junta ad hoc de Tupamaros. | Vacante                    |                     |
| 28  | Elio Serrano                     | Miranda          | GPPSB                              | PSUV             | | Oriana Osio                | PSUV                |
| 29  | Diosdado Cabello                 | Monagas          | GPPSB                              | PSUV             | El primero en la lista D. Cabello postuló como candidato a la ANC. | Euribes Guevara Goycochea  | PSUV                |
| 30  | Williams Benavides (E)           | Monagas          | GPPSB                              | Tupamaro ad hoc  | El diputado principal Hugo Carvajal, de deslindó de la bancada del GPPSB para apoyar a Juan Guaidó y desconocer a Nicolás Maduro. pasó al exilio en marzo de 2019. | Vacante                    |                     |
| 31  | Dinorah Villasmil                | Nueva Esparta    | GPPSB                              | PSUV             | El segundo en la lista, Dante Rivas fue designado Ministro de Comercio. | Febres Rodríguez           | PCV                 |
| 32  | Rubén Becerra (E)                | Portuguesa       | GPPSB                              | PSUV             | Rafael Calles, primero en lista renunció a su cargo antes de iniciar el período para mantener su cargo activo como alcalde de Guanare. La diputada suplente y segunda en lista Carolina Vega asumió como directora regional del ministerio de Producción y Tierras. La diputada suplente y cuarta en lista Zandra Castillo fue postulada y electa por el partido PPT, sin embargo renunció para aliarse con el partido NUVIPA e incorporarse a la bancada de la Unidad. | Zandra Castillo Pérez      | NUVIPA              |
| 33  | Mariana Lerin                    | Portuguesa       | GPPSB                              | PSUV             | La diputada suplente M. Torrealba se deslindó de la bancada oficialista y se unió al Bloque Socialista. | María Mercedes Torrealba   | Redes               |
| 34  | Amílcar Sanoja (E)               | Portuguesa       | Alternativa Popular Revolucionaria | Tupamaro         | El Diputado Principal Luis Soteldo se postuló como candidato a la ANC. Dejó el curúl para ejercer como viceministro de tierras y presidente del Instituto Nacional de Tierras. La diputada Sanoja se desligó de la Junta ad hoc de Tupamaro. | Vacante                    |                     |
| 35  | William Pérez                    | Portuguesa       | GPPSB                              | PSUV             | El diputado principal William Pérez asumió la presidencia de la empresa gubernamental Portuguesa GAS. | Elsy Alvarado              | PSUV                |
| 36  | Francisco Torrealba              | Portuguesa       | GPPSB                              | PSUV             | El Diputado Principal F. Torrealba fue designado Ministro para el Proceso Social del Trabajo. Sin embargo regresó a la AN en 2019. | Pedro Eusse                | PCV                 |
| 37  | Gilberto Pinto                   | Sucre            | GPPSB                              | PSUV             | El primero en la lista Gilberto Pinto se postuló como candidato a la ANC. El segundo en lista Carlos Martínez se postuló como candidato a la ANC. | Carlos Martínez            | PSUV                |
| 38  | Erick Mago Rodríguez (E)         | Sucre            | GPPSB                              | PSUV             | El Diputado Principal Edwin Rojas fue designado Secretario de Gobierno de la Gobernación del Estado Sucre. Días después fue designado Gobernador del Estado ante la renuncia de Luis Acuña. El Diputado Suplente Erick Mago se para postuló como candidato a la ANC. | Vacante                    |                     |
| 39  | Rafael Rodríguez                 | Sucre            | GPPSB                              | PSUV             | El diputado principal R. Rodríguez se postuló como candidato a la ANC. El diputado suplente Padovani se deslindó de la banca del GPP. | Marcos Padovani            | Redes               |
| 40  | César Macario Sandoval (E)       | Táchira          | GPPSB                              | PSUV             | El Diputado Principal Ricardo Sanguino fue designado presidente del BCV. El diputado suplente César Macario Sandoval se postuló como candidato a la ANC. | Vacante                    |                     |
| 41  | Hugbel Roa                       | Trujillo         | GPPSB                              | PSUV             | H. Roa, primero en la lista, fue designado Ministro de Educación Universitaria, Ciencia y Tecnología. Sin embargo volvió a la AN en 2019. El segundo en la lista Gerardo Márquez se postuló como candidato a la ANC. El diputado tercero en lista F. Orozco se deslindó de la bancada oficialista y se unió al Bloque Socialista. | Gerardo Márquez            | PSUV                |
| 42  | Loengri Matheus                  | Trujillo         | GPPSB                              | PSUV             | El Diputado Principal Loengri Matheus se postuló como candidato a la ANC. | Lisbeidy Quintero          | PSUV                |
| 43  | Yolmar Gudiño                    | Trujillo         | GPPSB                              | PSUV             | El diputado principal Yolmar Gudiño se postuló como candidato a la ANC. La Diputada Suplente Iroschima Vásquez fue designada Viceministra para el Buen Vivir Estudiantil. | Vacante                    |                     |
| 44  | Durga Ochoa (E)                  | Vargas           | GPPSB                              | PSUV             | El primero en la lista Darío Vivas se postuló como candidato a la ANC. Volvió a la Asamblea Nacional en 2019. En 2020 fue designado Jefe de Gobierno del distrito capital por Nicolás Maduro. El segundo en la lista Oswaldo Vera fue designado ministro del trabajo en 2016. En 2018 es designado presidente encargado del Instituto Nacional de Capacitación y Recreación de los Trabajadores. El tercero en la lista Ares Di Fazio fue designado vicepresidente de Instituto de Ferrocarriles del Estado. La cuarta en lista Durga Ochoa se postuló como candidata a la ANC. | Vacante                    |                     |
| 45  | Yul Jabour                       | Yaracuy          | Alternativa Popular Revolucionaria | PCV              | El segundo en la lista Braulio Álvarez se postuló como candidato a la ANC. | Braulio Álvarez            | PSUV                |
| 46  | Carmen Moreno (E)                | Yaracuy          | GPPSB                              | PSUV             | El diputado principal Carlos Gamarra fue elegido alcalde de San Felipe. | Vacante                    |                     |
| 47  | Haydee Huérfano                  | Yaracuy          | GPPSB                              | PSUV             | La diputada principal Haydee Huérfano se postuló como candidata a la ANC. | Robert González            | PPT                 |
| 48  | Sergio Fuenmayor                 | Zulia            | GPPSB                              | PSUV             | El Diputado Principal Sergio Fuenmayor se postuló como candidato a la ANC. | Yosmary Fernández          | PSUV                |
| 49  | Tania Díaz                       | Distrito Capital | GPPSB                              | PSUV             | La primera en la lista T. Díaz se postuló como candidata a la ANC. Sin embargo volvió a la AN en 2019. La tercera en la lista Rodbexa Poleo renunció a su curul para postularse como candidata a la ANC. | Ilenia Medina              | PPT                 |
| 1   | Nicia Maldonado (E)              | Amazonas         | GPPSB                              | PSUV             | Diputados desincorporados por orden del TSJ. El diputado primero en lista Miguel Leonardo Tadeo Rodríguez fue elegido gobernador del estado Amazonas. La diputada segunda en lista Nicia Maldonado se postuló como candidata a la ANC. | Luis Vílchez               | PSUV                |
| 2   | Vacante                          | Lara             | -                                  | -                | El diputado principal Germán Ferrer se deslindó de la bancada del GPPSB y se unió a la bancada del FBA. Su inmunidad parlamentaria fue allanada por la ANC y actualmente se encuentra en situación de exilio. El diputado suplente Andrés Avelino Álvarez fue designado intendente de fiscalización de la Superintendencia de Criptoactivos y Actividades Conexas. | Vacante                    |                     |
| 3   | Vacante                          | Miranda          | -                                  |                  | El Diputado Principal Elías Jaua fue designado Ministro de Educación. La Diputada Suplente Gabriela Simoza renunció a su curúl para postularse como candidata a la ANC. Posteriormente es electa alcaldesa del Municipio Urdaneta. | Vacante                    |                     |

### Disidencia
| N.º | Diputado principal (o encargado) | Entidad Federal | Coalición | Partido político | Observaciones | Diputado suplente | Partido político |
| --- | -------------------------------- | --------------- | --------- | ---------------- | --- | ----------------- | ---------------- |
| 1   | Eustoquio Contreras              | Guárico         | -         | FBA              | E. Contreras se deslindó de la bancada oficialista; formó su propio partido político, el Frente Bolivariano Alternativo (FBA) y creó el Bloque Socialista. | Yosneisy Paredes  | PSUV             |

## Directiva y secretaría
| Período                                          | Presidente        | Primer Vicepresidente | Segundo Vicepresidente | Secretario               | Subsecretario     |
| ------------------------------------------------ | ----------------- | --------------------- | ---------------------- | ------------------------ | ----------------- |
| 05/01/2016-05/01/2017                            | Henry Ramos Allup | Enrique Márquez       | Simón Calzadilla       | Roberto Marrero          | José Luis Cartaya |
| 05/01/2017-23/10/2017                            | Julio Borges      | Freddy Guevara        | Dennis Fernández       | José Ignacio Guédez      | José Luis Cartaya |
| 23/10/2017 - 05/01/2018                          | Julio Borges      | Freddy Guevara        | Dennis Fernández       | José Luis Cartaya        | Vacante           |
| 05/01/2018 - 05/01/2019                          | Omar Barboza      | Julio César Reyes     | Alfonso Marquina       | Negal Morales            | José Luis Cartaya |
| 05/01/2019-05/01/2020                            | Juan Guaidó       | Edgar Zambrano        | Stalin González        | Edinson Ferrer           | José Luis Cartaya |
| 05/01/2020-09/12/2020                            | Juan Guaidó       | Juan Pablo Guanipa    | Carlos Berrizbeitia    | Angelo Palmeri           | José Luis Cartaya |
| 09/12/2020-05/01/2021                            | Juan Guaidó       | Juan Pablo Guanipa    | Carlos Berrizbeitia    | Angelo Palmeri           | Vacante           |
| 05/01/2021-en curso (continuidad administrativa) | Juan Guaidó       | Juan Pablo Guanipa    | Carlos Berrizbeitia    | Wilfredo Febres Peñalver | Vacante           |

## Directiva paralela en 2020
| Período                          | Presidente | Primer Vicepresidente | Segundo Vicepresidente | Secretario    | Subsecretario  |
| -------------------------------- | ---------- | --------------------- | ---------------------- | ------------- | -------------- |
| 05/01/2020-05/01/2021 (Paralela) | Luis Parra | Franklyn Duarte       | José Gregorio Noriega  | Negal Morales | Alexis Vivenes |

## Jefaturas de bancadas
| Período                 | UNIDAD          | Bloque de la Patria | Fracción 16 de Julio | Alianza Democrática | Concertación por Venezuela | Alianza Venezuela Unida |                |
| ----------------------- | --------------- | ------------------- | -------------------- | ------------------- | -------------------------- | ----------------------- | -------------- |
| 05/01/2016-05/01/2017   | Julio Borges    | Héctor Rodríguez    | Cargo inexistente    | Cargo inexistente   | Cargo inexistente          | Cargo inexistente       |                |
| 05/01/2016- 06/2017     | Stalin González | Héctor Rodríguez    | Cargo inexistente    | Cargo inexistente   | Cargo inexistente          | Cargo inexistente       |                |
| 06/2017-14/11/2017      | Stalin González | Vacante             | Cargo inexistente    | Cargo inexistente   | Cargo inexistente          | Cargo inexistente       |                |
| 14/11/2017 - 05/01/2018 | Stalin González | Vacante             | Richard Blanco       | Cargo inexistente   | Cargo inexistente          | Cargo inexistente       |                |
| 05/01/2018 - 12/07/2018 | Juan Guaidó     | Vacante             | Richard Blanco       | Cargo inexistente   | Cargo inexistente          | Cargo inexistente       |                |
| 12/07/2018-05/01/2019   | Juan Guaidó     | Vacante             | Richard Blanco       | Melva Paredes       | Cargo inexistente          | Cargo inexistente       |                |
| 05/01/2019-01/10/2019   | Juan Guaidó     | Vacante             |                      | Melva Paredes       | Cargo inexistente          | Cargo inexistente       | Biagio Pilieri |
| 24/09/2019-05/01/2020   | Juan Guaidó     | Francisco Torrealba | Luis Loaiza          | Melva Paredes       |                            | Cargo inexistente       | Biagio Pilieri |
| 05/01/2020-05/01/2022   | Carlos Prosperi | Francisco Torrealba | Omar González        | Melva Paredes       | Simón Calzadilla           | José Brito              |                |

## Inhabilitación de diputados
El 2 de marzo de 2021 el contralor general de Venezuela Elvis Amoroso inhabilitó políticamente al líder opositor Juan Guaidó, y otros 27 diputados, en su mayoría opositores, acusándolos por no hacer la declaración jurada del patrimonio y no presentar su memoria y cuenta a la Asamblea entrante, por 15 años por supuesta corrupción, mientras el presidente Nicolás Maduro no presentó su memoria y cuenta ante la Asamblea Nacional tal como lo dispone la Constitución, durante los últimos cuatro años. El contralor ha sido desconocido por haber sido designado por la extinta Asamblea Constituyente compuesta por solo oficialistas al régimen y cuya elección fue  desconocida por muchos países en el año 2017.
1. Marco Quiñones
2. Armando Armas
3. Julio Montoya
4. Ismael García
5. Mariela Magallanes
6. Antonio Geara
7. Américo De Grazia
8. Carlos Berrizbeitia
9. Juan Miguel Matheus
10. Richard Blanco
11. Rafael Veloz
12. Tomás Guanipa
13. Luis Florido
14. Germán Ferrer
15. Jesús Paparoni
16. Carlos Paparoni
17. Freddy Guevara
18. Juan Andrés Mejía
19. Julio Borges
20. Franco Casella
21. Gaby Arellano
22. Renzo Prieto
23. Sergio Vergara
24. Carlos Valero
25. Winston Flores
26. Juan Guaidó
27. Juan Pablo Guanipa
28. José Manuel Olivares